# XI Liceum Ogólnokształcące im. Jadwigi i Wacława Zembrzuskich w Poznaniu
XI Liceum Ogólnokształcące im. Jadwigi i Wacława Zembrzuskich w Poznaniu (zwane także Jedenastką). Liceum obejmuje profile: biologiczno-chemiczne, lingwistyczne, humanistyczne, matematyczne z elementami ekonomii i statystyki oraz profil edukacji europejskiej. Siedziba Rady Osiedla Grunwald Południe.

## Historia
XI Liceum Ogólnokształcące rozpoczęło działalność 1 września 1964 roku jako szkoła żeńska. W roku szkolnym 1967/68 otrzymało gmach przy ulicy Ściegiennego na Raszynie, wybudowany w ramach programu „Tysiąc szkół na Tysiąclecie” i wówczas przyjęło w swe progi także chłopców.
Do 1991 roku szkoła nosiła imię działacza komunistycznego i premiera Bułgarii Georgiego Dymitrowa. Od 1991 roku patronują szkole dwie niezwykłe postaci Jadwiga i Wacław Zembrzuscy, poznańscy nauczyciele, społecznicy rozumiejący potrzebę nauki, którzy stali się wzorami osobowymi współczesnej młodzieży. Ich droga życiowa znaczona piętnem wojny i okupacji wypełniona była działalnością oświatową. Życzliwość, pracowitość i prawość charakterów zadecydowały, że uczczono ich pamięć nadając ich imię XI LO.
Od września 1990 do września 2016 roku długoletnim dyrektorem XI Liceum Ogólnokształcącego był jego absolwent mgr Karol Lehmann. Od września 2016 roku funkcję dyrektora pełni mgr Elżbieta Szaflińska-Gryń. „Jedenastka” – bo tak zwą potocznie tę szkołę, kształci rokrocznie ponad 800 uczniów w 25 klasach z językami: angielskim, niemieckim, hiszpańskim i rosyjskim. Chętni mogą rozwijać swoje zainteresowania w kołach języka niemieckiego, rosyjskiego, ekologicznym, psychologicznym, chemicznym, historycznym, matematycznym, fizycznym, teatralnym.
Szkolne Koło Sportowe (SKS) proponuje zajęcia w pięciu grupach:
- piłka koszykowa chłopców
- piłka koszykowa dziewcząt
- piłka nożna
- siatkówka dziewcząt
- zajęcia muzyczno-taneczne

Szkoła dysponuje salą gimnastyczną, salą do aerobiku i siłownią oraz boiskami.
W „Jedenastce” we wrześniu 2013 została utworzona klasa dwujęzyczna „Polska - Wschód”       z językiem rosyjskim.

## Dyrektorzy
- 1964–1983 – Antoni Wójcicki (1923–2017)[4]
- 1983–1990 – Eugenia Roszyk–Gryn[3]
- 1990–2016 – Karol Lehmann[3]
- od 2016 – Elżbieta Szaflińska–Gryń[1]

## Nagrody
W 1988 Rada Państwa Republiki Bułgarii uhonorowała szkołę Srebrnym Orderem Cyryla i Metodego. Medal odebrano w ambasadzie bułgarskiej w Warszawie wraz z dekretem podpisanym przez Todora Żiwkowa.